# Chausath-Yogini-Tempel (Mitaoli)

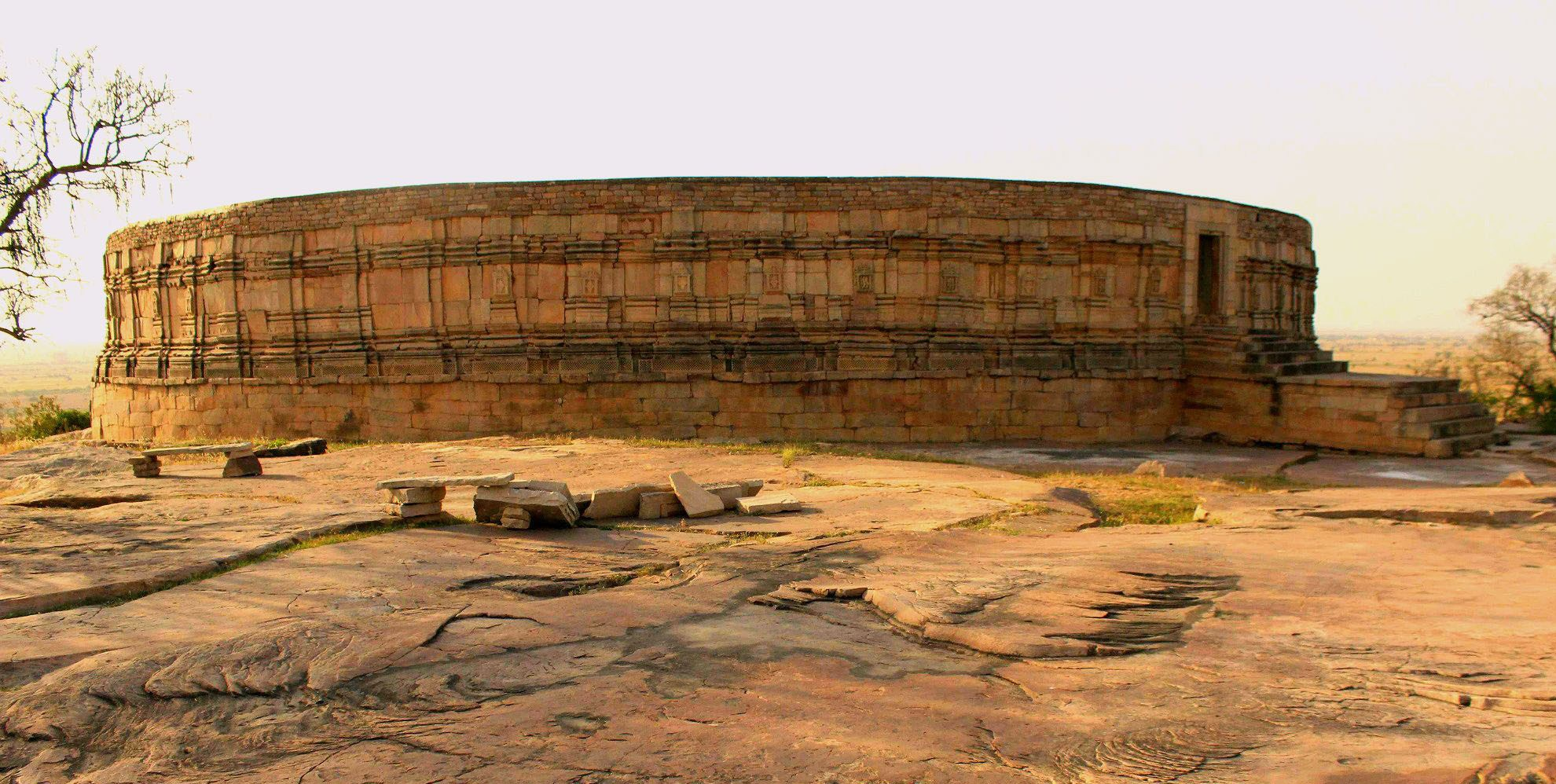
Chausath-Yogini-Tempel bei Mitaoli; Außenansicht

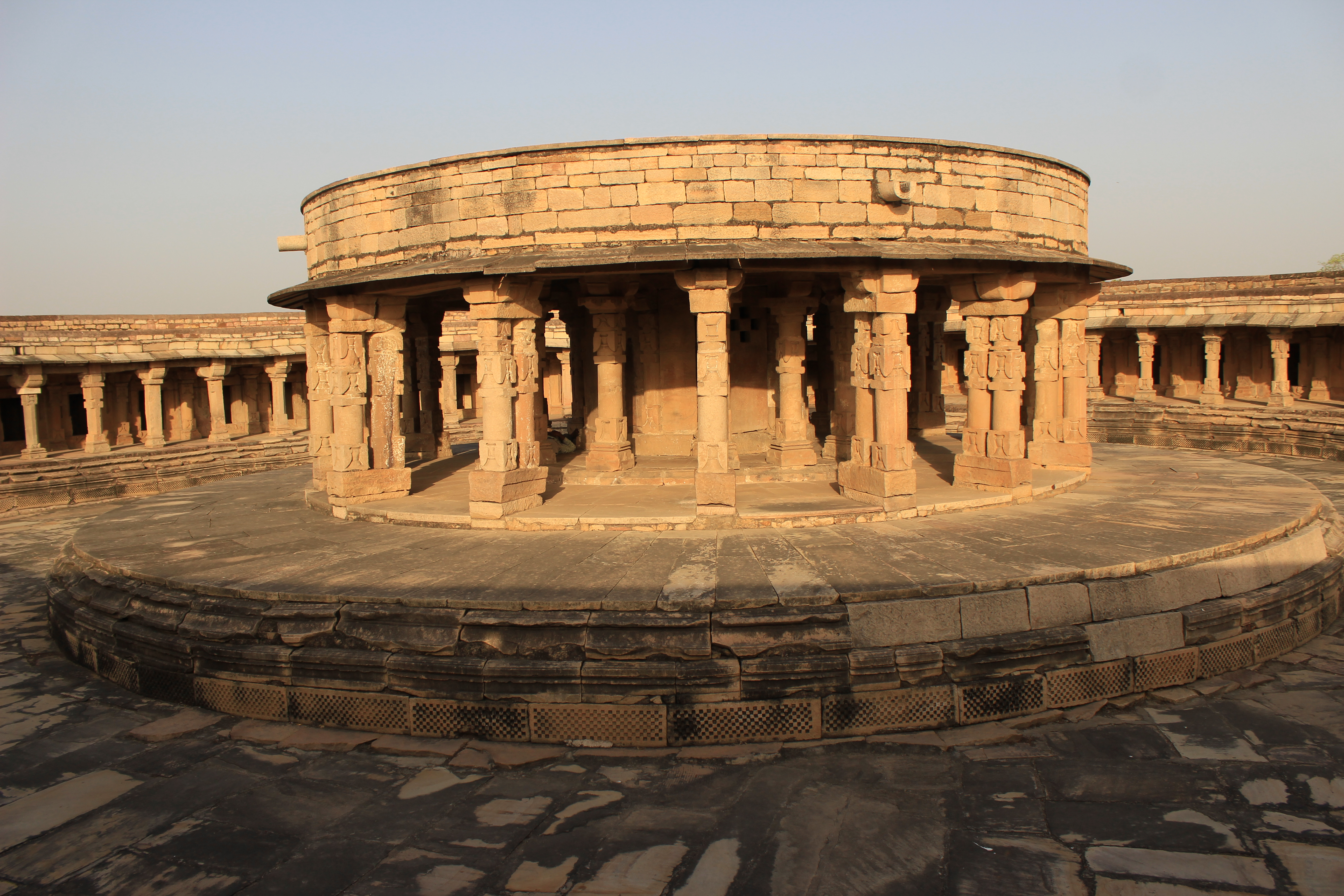
Chausath-Yogini-Tempel bei Mitaoli, Innenansicht

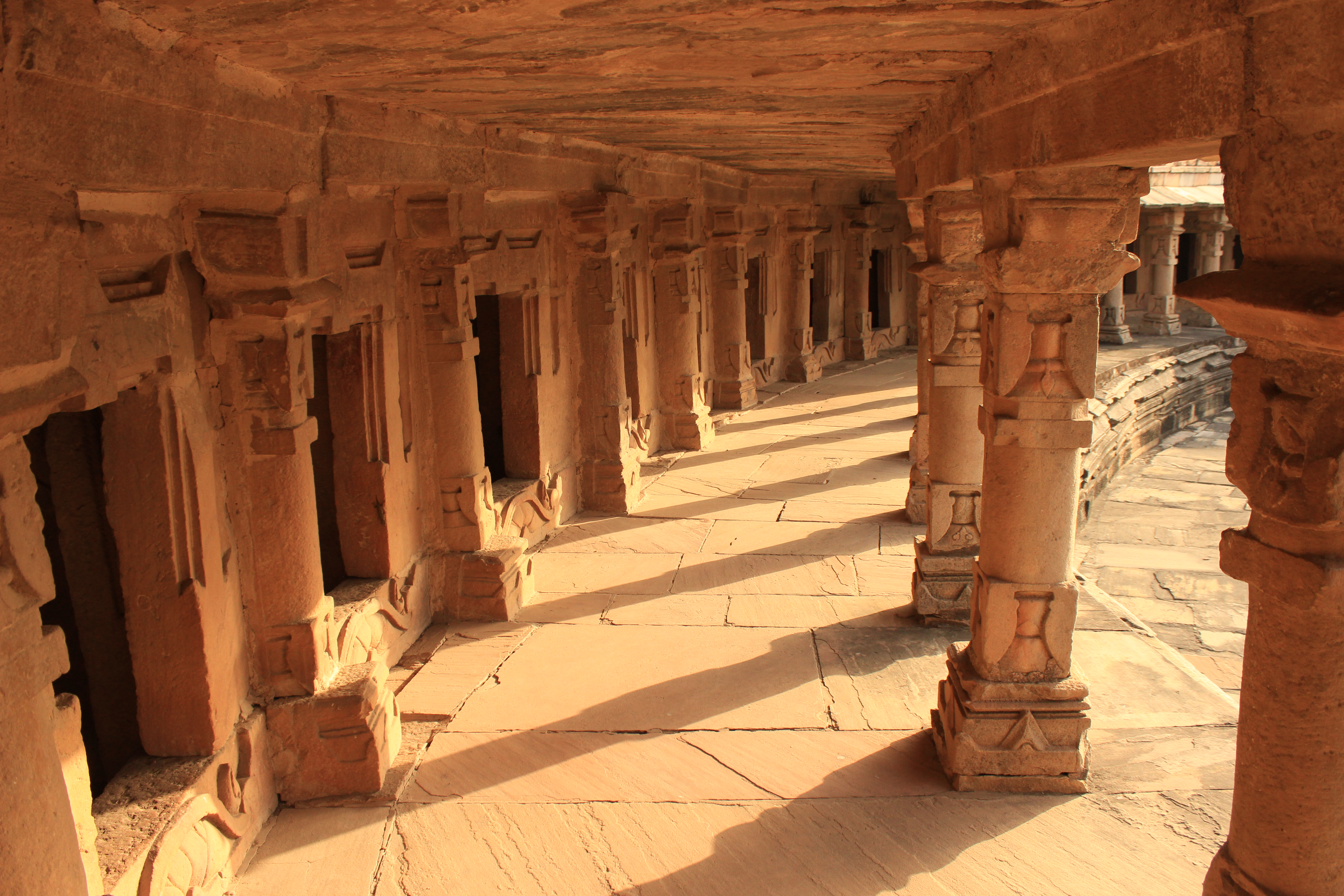
Umlaufender Portikus

Der Chausath-Yogini-Tempel (Hindi: चौंशठ योगिणीं मंदिर) beim Ort Mitaoli (auch Mitawali oder Mitauli) im Distrikt Morena im Norden des indischen Bundesstaates Madhya Pradesh gehört zu den seltenen erhaltenen Zeugnissen eines ländlich-matriarchalen und ursprünglich eher außerbrahmanischen Götterkultes im Norden Indiens.

## Lage
Der Tempel liegt auf einer Felskuppe beim Dorf Mitaoli in einer Höhe von ca. 190 m ü. d. M. ca. 31 km (Fahrtstrecke) südöstlich von Morena bzw. ca. 35 km nördlich von Gwalior. Im Umkreis von ca. 20 km befinden sich weitere Orte mit nur selten besuchten Tempeln: Naresar, Aiti, Sihoniya sowie Padhawali mit dem nahegelegenen Tempelkomplex von Bateshwar.

## Geschichte
Einer aus dem Jahr 1323 stammenden Inschrift zufolge soll der Tempel jedoch schon im 8. Jahrhundert von einem König der Kachchhapaghata-Dynastie mit Namen Devapala gestiftet worden sein. Wahrscheinlich wurde der Figurenschmuck des durch Erdbeben in Teilen leicht abgesackten Baus in islamischer Zeit zerstört.

## Architektur und Baudekor
Der bis auf einen Eingang an der Ostseite geschlossen runde und durch zahlreiche Pilaster mit Dekornischen gegliederte Baukörper hat einen Außendurchmesser von ca. 52 m. An der Außenwand des Innenhofs reihen sich 64 turmlose Schreine; davor befindet sich ein – zum Schutz vor Hochwasser während des Monsuns erhöht liegender umlaufender und flachgedeckter – Portikus (mandapa). In jedem der Schreintempel befindet sich heute ein kleiner Shiva-Lingam; die Zahl 64 und archäologische Befunde lassen jedoch darauf schließen, dass es sich ursprünglich um einen Yogini-Tempel gehandelt haben muss. Im Zentrum des mit Steinplatten belegten Innenhofs steht ein ebenfalls erhöhter turmloser Rundtempel, der wahrscheinlich von Anbeginn an Shiva geweiht war. Sämtliche Säulen bzw. Pfeiler des Tempels zeigen das in der frühen indischen Kunst so beliebte Blattkrug-Motiv (kalasha); figürliche Details fehlen.

## Nebentempel
- In unmittelbarer Nähe des Haupttempels steht ein kleiner Nebentempel mit figürlichem Portal auf einem hohen, über eine achtstufige Treppe zu erreichenden Podest.
- Am Fuß des Hügels steht ein weiterer turmloser, allerdings teilweise ruinierter Tempel.

## Sonstiges
Manchmal wird behauptet, dass der Architekt des Rundbaus des Indischen Parlamentsgebäudes (Lok Sabha) in Neu-Delhi durch den Chausath-Yogini-Tempel von Mitaoli inspiriert worden sei.